# DIVA-vaccin
Een DIVA-vaccin (“Differentiating Infected from Vaccinated Animals”) is een speciaal soort vaccin, waardoor het mogelijk is onderscheid te maken tussen geïnfecteerde en gevaccineerde dieren.

## Principe
DIVA-vaccins dragen ten minste één epitoop minder dan het corresponderende micro-organisme dat in het veld circuleert. Een bijbehorende diagnostische test die antilichamen tegen dat bewuste epitoop aantoont, stelt het laboratorium derhalve in staat om dat onderscheid daadwerkelijk te maken.

## Oorsprong
De eerste DIVA-vaccins (vroeger marker vaccins, maar sinds 1999 DIVA-vaccins genoemd) en bijbehorende diagnostische testen zijn ontwikkeld door J.T. van Oirschot en collega’s op het Central Veterinary Institute te Lelystad, Nederland.
Zij ontdekten dat sommige gebruikte vaccins tegen pseudorabies (ook wel de ziekte van Aujeszky genoemd) deleties in het virale genoom (waaronder het gE gen) vertoonden. Daarom werden monoclonale antilichamen geproduceerd tegen het gE-glycoproteïne en daarmee werd een ELISA test ontwikkeld die antilichamen tegen het gE aantoont. Daarnaast construeerden zij nieuwe genetisch gemanipuleerde gE-negatieve vaccins.
Volgens hetzelfde principe ontwikkelden zij DIVA-vaccins en bijbehorende diagnostische testen tegen boviene herpesvirus-1 infecties.

## Toepassing in de praktijk
De DIVA-strategie is in verschillende landen toegepast om pseudorabies geheel uit te roeien. Daartoe werden de varkenspopulaties eerst intensief gevaccineerd en daarna gescreend met de bijbehorende diagnostische tests. De aldus opgespoorde geïnfecteerde varkens werden vervolgens uit de populatie verwijderd. Boviene herpesvirus 1 DIVA-vaccins en diagnostische tests worden ook uitvoerig in de praktijk toegepast.

## Andere DIVA-vaccins (in ontwikkeling)
Wetenschappers hebben het DIVA principe toegepast of zijn nog druk doende het toe te passen op een aantal infectieziekten, zoals bijvoorbeeld klassieke varkenspest, vogelgriep, Actinobacillus pleuropneumonia en Salmonella infecties bij varkens.